# Aviansyah Aan
Aviansyah Aan (* 1990 Surabaja) je reprezentant Indonésie ve sportovním lezení, mistr Asie v boulderingu a vicemistr Asie v lezení na obtížnost.

## Závodní výsledky
| Mistrovství světa | Mistrovství světa |
| Rok               | 2011              |
| ----------------- | ----------------- |
| Rychlost          | 42                |
| Bouldering        | 57-58             |

| Mistrovství Asie | Mistrovství Asie | Mistrovství Asie | Mistrovství Asie | Mistrovství Asie | Mistrovství Asie |
| Rok              | 2007             | 2009             | 2014             | 2015             | 2017             |
| ---------------- | ---------------- | ---------------- | ---------------- | ---------------- | ---------------- |
| Obtížnost        | —                | 25               | 2                | 24               | —                |
| Rychlost         | 14               | 9                | —                | —                | —                |
| Bouldering       | —                | 11               | 1                | 15               | 12               |

| Mistrovství světa juniorů | Mistrovství světa juniorů |
| Rok                       | 2008                      |
| ------------------------- | ------------------------- |
| Obtížnost                 | 48                        |
| Rychlost                  | 7                         |